# Pachyschelus pygmaeus
Pachyschelus pygmaeus es una especie de escarabajo joya del género Pachyschelus, familia Buprestidae. Fue descrita científicamente por Degeer en 1774.